# Protonemura vandeli
Protonemura vandeli is een steenvlieg uit de familie beeksteenvliegen (Nemouridae). De wetenschappelijke naam van de soort is voor het eerst geldig gepubliceerd in 1963 door Berthélemy.